# Mode sous la dynastie Liao

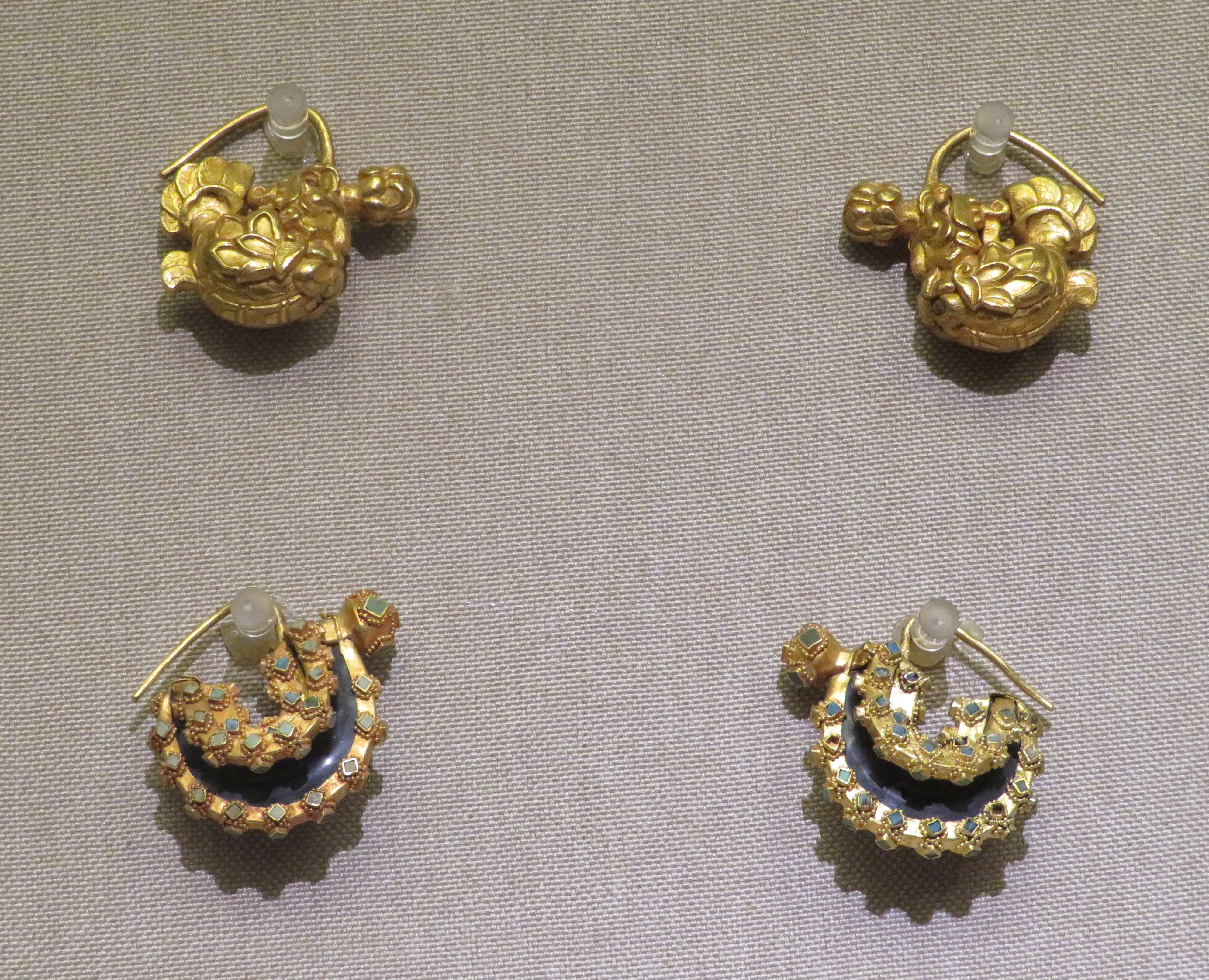
Boucles d'oreilles en or, dynastie Liao.

Après la chute de la dynastie Tang, les Khitans, un peuple voisin des Mongols et des Toungouses, fonde la dynastie Liao (916-1125 apr. J.-C.) ; un état qui finit par contrôler l’extrême nord de la Chine et l'Asie du Nord-Est,. Le territoire des Liao est divisé en deux Chancelleries, celle du Nord (北院) et celle du Sud (南院),. La Chancellerie du Nord est peuplée essentiellement de nomades des steppes, principalement les diverses tribus Khitan , tandis que celle du Sud est peuplée de Chinois d'ethnie Han et d'autres peuples sédentaires. Pour répondre à la dualité de leur empire, les dirigeants de la dynastie Liao adoptent un système vestimentaire qui permet la coexistence des vêtements de style Han et de style Khitan.

## Naissance d'une mode duale
Selon l' Histoire de Liao, les premiers vêtements portés par les Khitans sont fabriqués avec des peaux d'animaux, et ce n'est que pendant le règne de l'empereur Liao Taizong que d'autre types de vêtements apparaissent. La culture des Khitans est plus proches de celle de la dynastie Tang que de celle de la dynastie Song et c'est donc sous l'influence de la culture Tang qu'ils commencent à inclure des vêtements en soie, comme, par exemple, des vestes et des robes, à leur garde-robe et à conformer leurs coutumes vestimentaires a celles en vigueur sous les Tang. La mode Khitan naissante reprend donc le style chinois "Han", tout en conservant certaines spécificités vestimentaires.
La cour Impériale Khitane adopte à la fois le guofu (國服 ; « vêtements nationaux Khitan » ou « vêtements de l'État Khitan ») et le hanfu (漢服 ; vêtements chinois Han), soit essentiellement des vêtements dans le style des dynasties Tang et Song. Les Khitan héritent ces hanfu de la dynastie des Jin postérieurs, et, comme indiqué précédemment, il s'agit pour l'essentiel des vêtements portés sous la dynastie Tang. Mais le guofu des Liao/khitans est également fortement influencé par la mode chinoise Han. Dans le Liao shi, il est mentionné que le gongfu, c'est-à-dire la robe officielle de l'État Khitan, est de couleur violette; la couleur pourpre étant utilisée couramment pour les robes des fonctionnaires Liao et de l'empereur Liao.
Sous la dynastie Liao, les fonctionnaires Khitan et les impératrices Liao portent des vêtements dans le style guofu, mais ceux porté par les fonctionnaires chinois d'ethnie Han et l'empereur Liao sont dans le style hanfu,,,. Cependant, après 970 apr. J.-C., un décret impérial oblige tous les hauts fonctionnaires Khitan a porter des vêtements de style hanfu, tandis que les fonctionnaires inférieurs d'origine Kithan doivent continuer à porter leur costumes traditionnels lors de la cérémonie de tir au grand saule (大射柳 ; dasheliu), un rituel visant a faire tomber la pluie . Après 983 apr. J.-C., les robes de cour de style hanfu sont portées dans les cours des deux Chancelleries de l'empire Liao. Enfin, en 1055 apr. J.-C., l'empereur décrète que tous les fonctionnaires Khitan doivent porter des vêtements de style hanfu.

### Vêtements Khitan
En se basant sur les peintures murales des tombes Khitanes datant de la dynastie Liao, le vêtement extérieur typique porté par les hommes Khitan est une robe à col rond et à manches étroites qui tombe juste au-dessus des chevilles et s'ouvre de la taille aux deux côtés, mais pas en le devant et le dos. Ils portent également une sorte de ceinture autour de la zone des hanches,. Les revers de leurs hauts de vêtements semblent être des revers droits croisés vers la gauche, et ils attachent également leurs revers à gauche, sous le bras. Lorsqu'ils sont chez eux, les hommes Khitan portent un vêtement court ou une tunique porté sous la robe à col rond mentionnée précédemment. Ils portent également des pantalons et des bottes montantes dont le haut de la tige est soit bordé, soit roulé. Selon le Qidan Guozhi de Ye Longli, les fonctionnaires Khitan utilisent des rubans ornés d'or pour nouer leurs mèches de cheveux autour de leur front, et portent des chapeaux de feutre. Traditionnellement, les Khitan portent des chapeaux de feutre, des vêtements de fourrure et des draps de laine, les empereurs Liao portant soit ce style de vêtements, soit des habits de style hanfu, avec une préférence de plus en plus marquée, voire exclusive pour le hanfu au fur et à mesure que le temps passe.

Selon les textes chinois, la coiffure des hommes de Kithan est appelée kunfa (髡髮), et elle combine des longues franges latérales avec des pattes rasées. Les coiffures Khitanes telles qu'elles sont représentées dans les peintures murales des tombes ne montrent que quelques cheveux restants près du cou et du front, avec le reste de la tête rasée, a l'exception de quelques cheveux sur les tempes,. Cette coiffure est tellement caractéristique que son absence, et l'absence de vêtements Khitan, sur une peinture représentant des cavaliers dit "Khitans", conduit les experts à remettre en question l'identité de ces cavaliers. Les hommes khitans ornent les petites tresses qui peuvent subsister autour de leur front rasé avec différents motifs, qui varient suivant leur classe sociale. Les Khitans ne portent pas des tresses en permanence, mais les laissent pousser de temps en temps, en gardant une frange de cheveux sur le front, tout en continuant de raser le reste. Lorsqu'ils portent des tresses, les khitans n'en ont que deux, une de chaque côté du front, devant chaque oreille en tresses, le reste du crâne restant rasé.

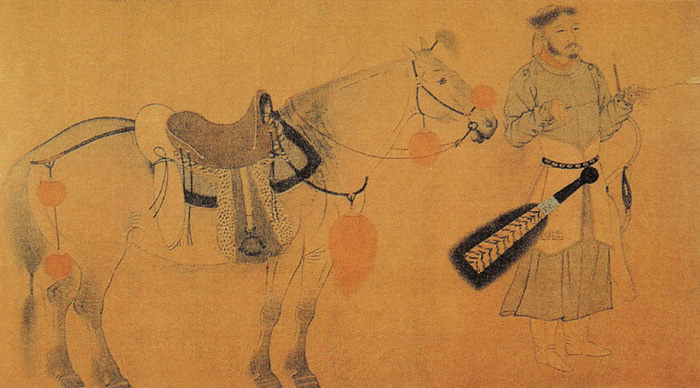
Yelü Bei, le fils aîné de l'empereur Liao Taizu.
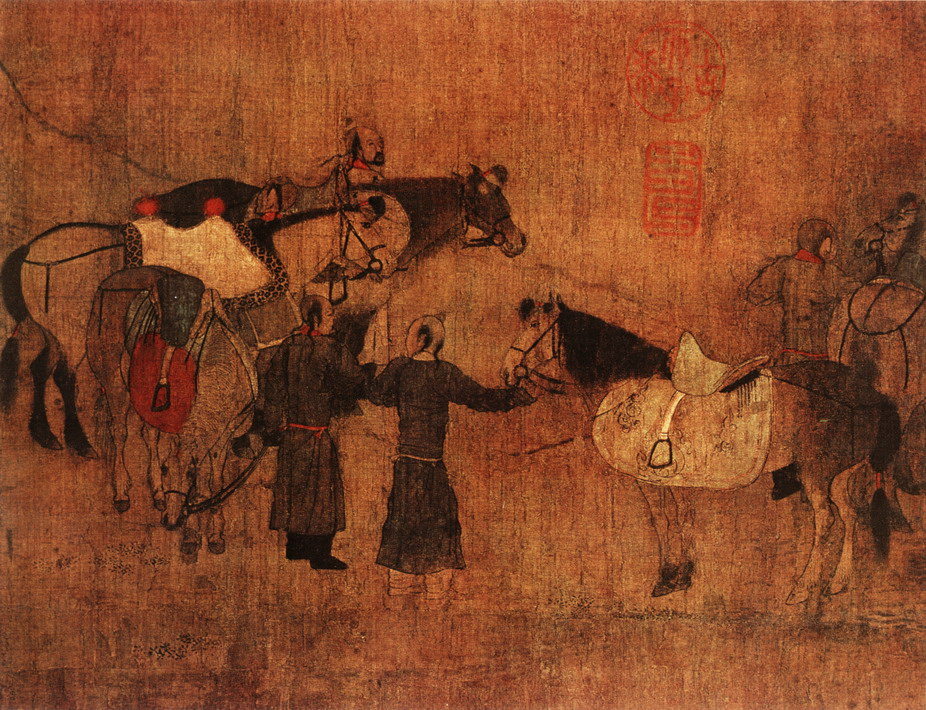
Cavaliers Liao au repos
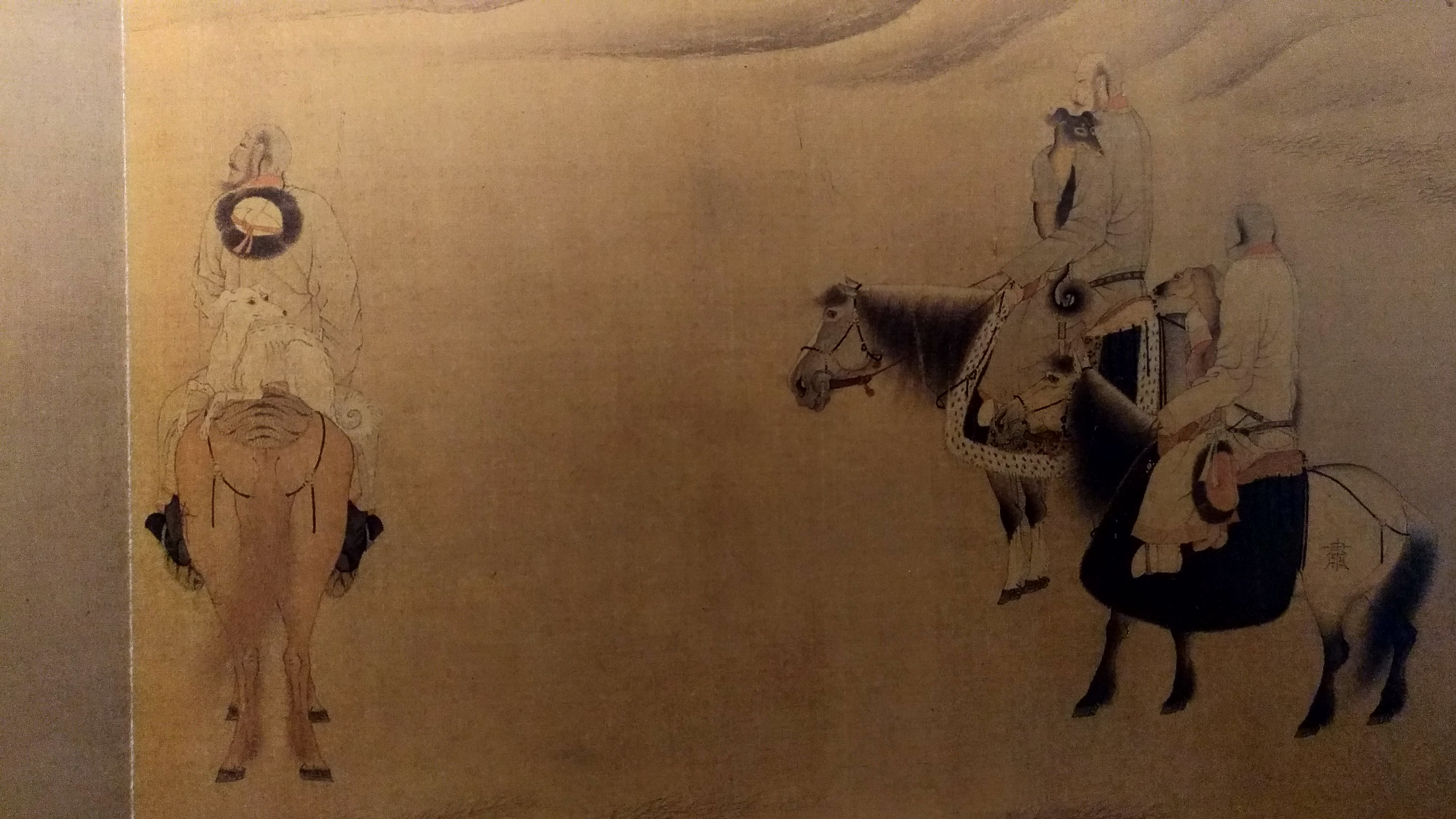
Cavaliers Khitan
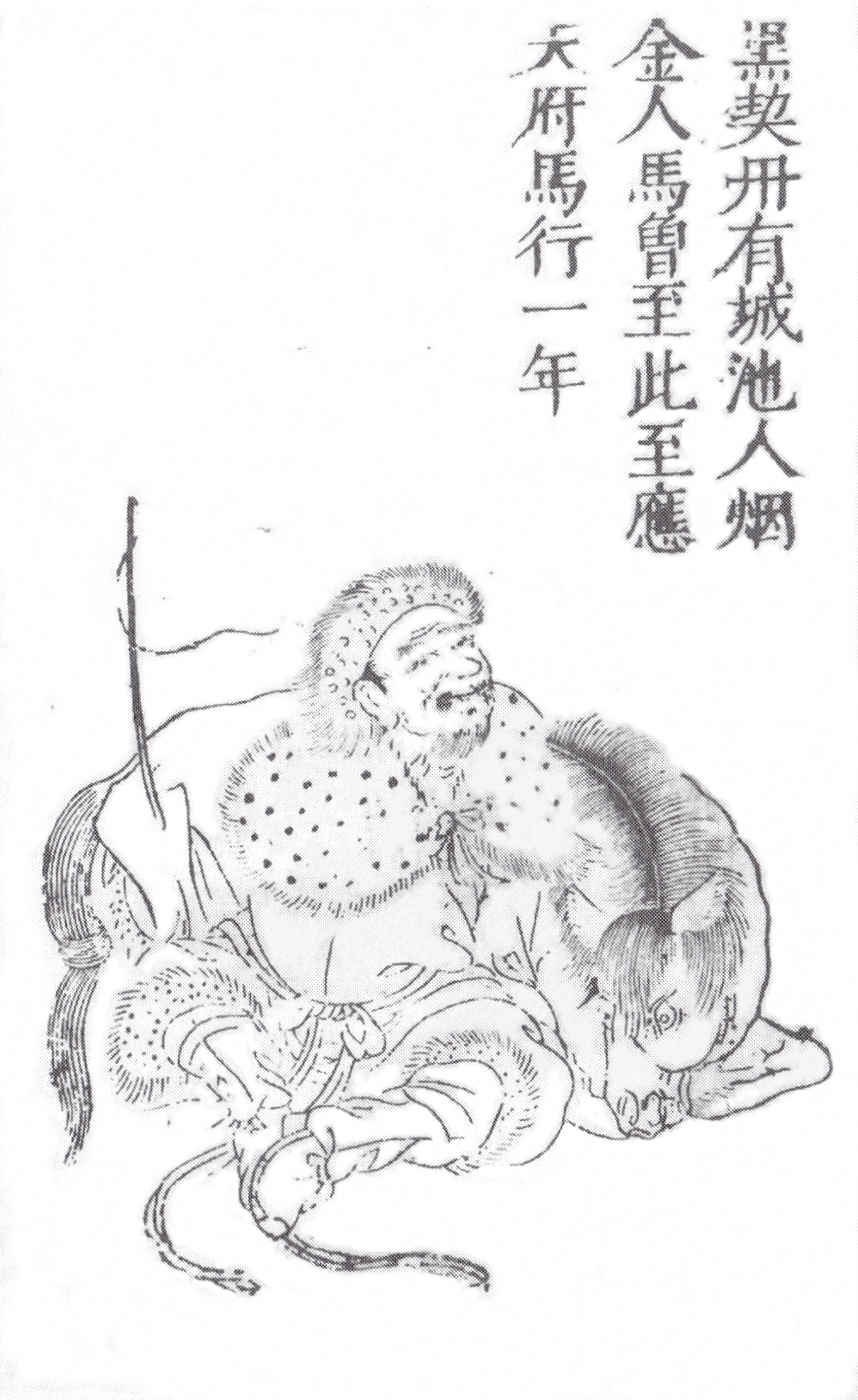
Dessin représentant un Khitan du Kara-Khitai
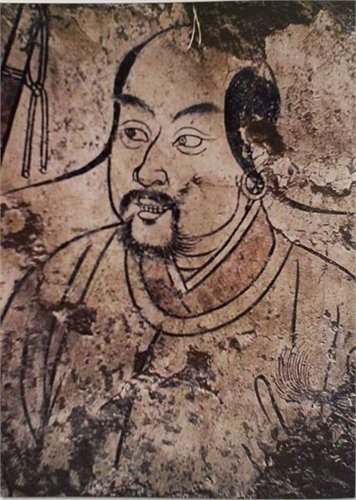
Peinture murale d'une tombe représentant un Khitan, bannière d'Aohan, Mongolie-Intérieure
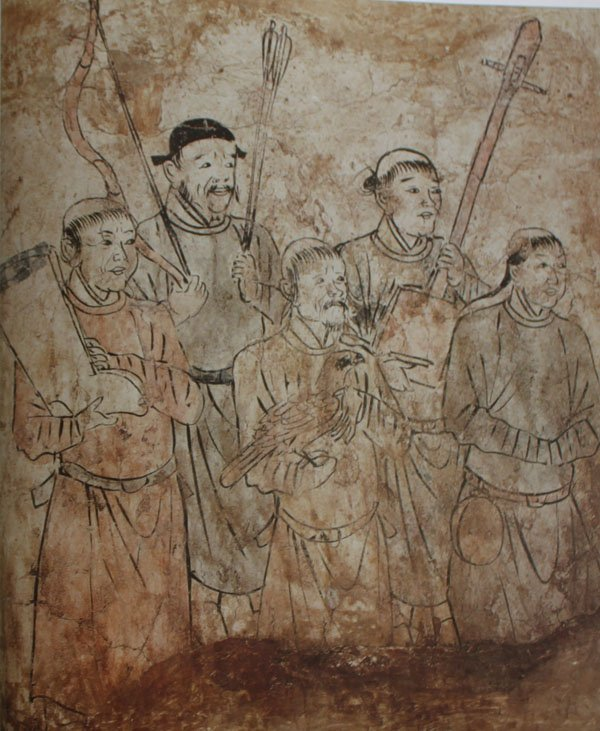
Peinture murale d'une tombe Khitane de la bannière d'Aohan, Mongolie-Intérieure. Serviteurs tenant un instrument de musique, un arc et des flèches, des bottes et un faucon.
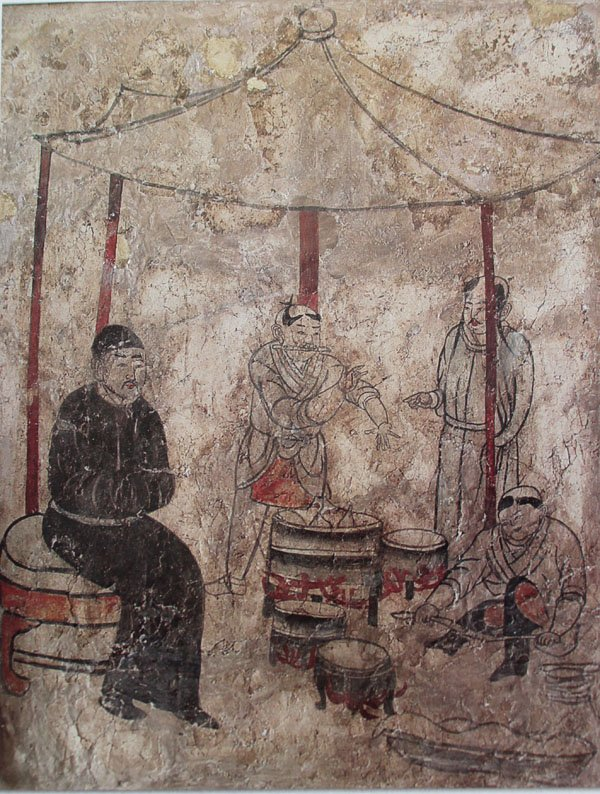
Peinture murale d'une tombe Khitane de la bannière d'Aohan, Mongolie-Intérieure, représentant des cuisiniers.
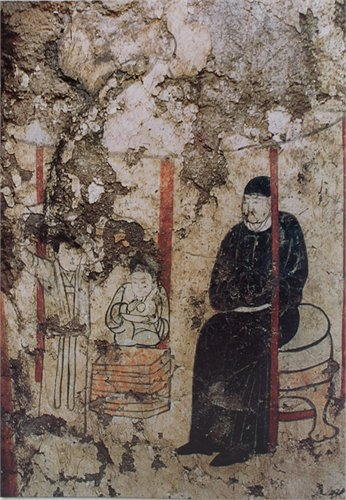
Peinture murale d'une tombe Khitane de la bannière d'Aohan, Mongolie-Intérieure représentant la préparation de boissons
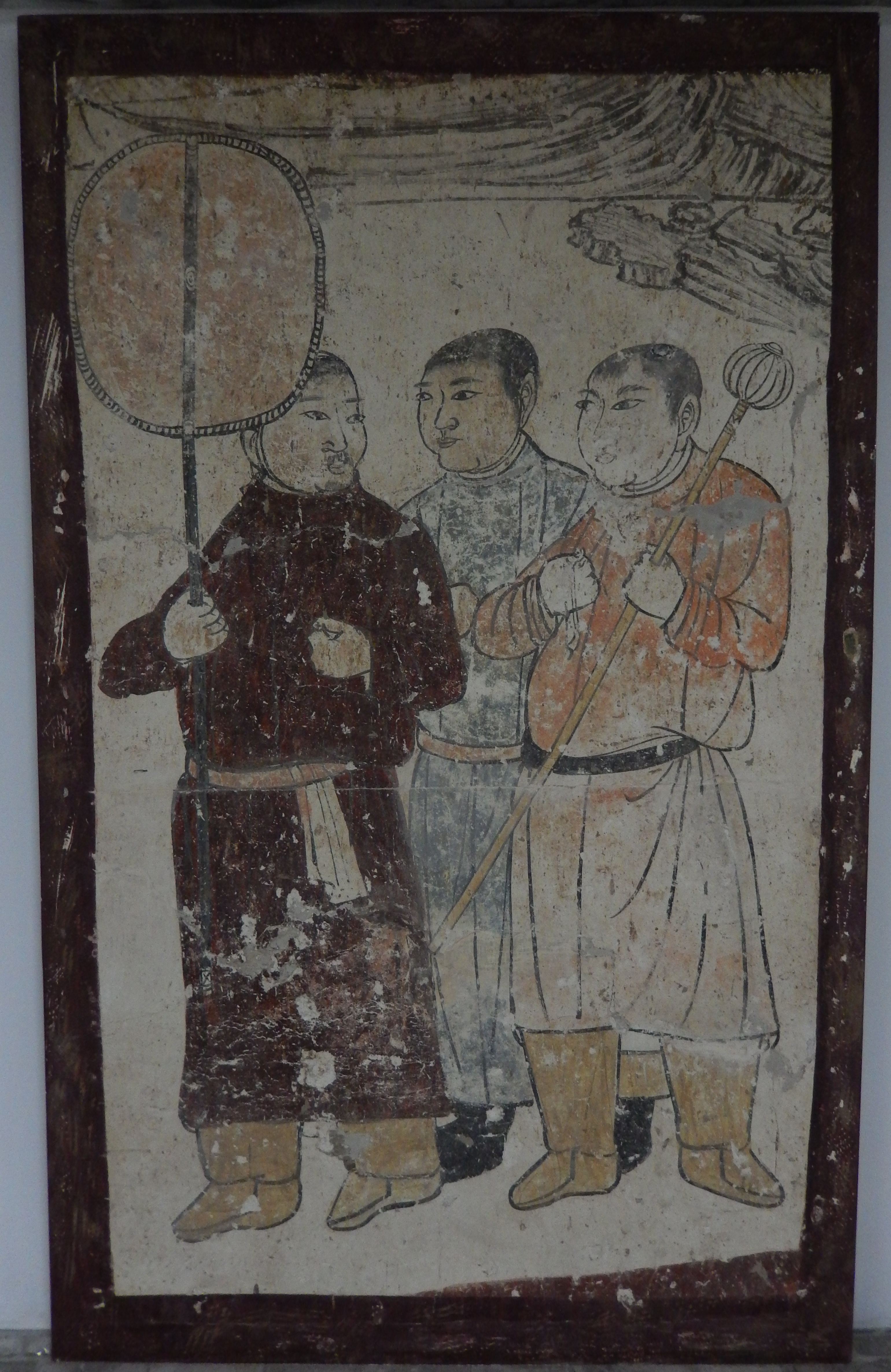
Peinture murale datant de la dynastie Liao et provenant d'un tombeau de Halahaichang

On retrouve également des vêtements de style féminin représenté sur les peintures murales des tombes Liao, et ils sont souvent présents dans des contextes associés au mode de vie nomade et à l'équitation. Les Kithanes portent des longues robes à manches longues, ceinturée à la taille. Il semble qu'elles portent plusieurs épaisseurs de robes afin de rester au chaud, car elles vivent dans le climat plus rude des régions du nord de l'empire Khitan. Ces types de vêtements sont souvent représentés dans les peintures des tombes de Kulunqi, qui ont très probablement été construites pour le clan Xiao, un des clans Khitan les plus puissants. Ils semble que les Khitan portent également des bonnets de fourrure.

### Vêtements chinois «Han»
Les Chinois d'ethnie Han vivant dans le territoire de la dynastie Liao ne sont pas obligé d'adopter la coiffure traditionnelle Khitane avec le crâne rasé, contrairement à la dynastie Qing qui, bien des siècles plus tard, imposera le port de la coiffure mandchoue a tous les chinois de sexe masculin, sous peine de mort. Dans les tombes chinoises datant de la dynastie Liao, on trouve des peintures murales représentant des coutumes purement chinoises et des vêtements chinois. Les tombes des familles haner, c'est-à-dire les Chinois d'origines métisse ou qui ont adopté certaines coutumes Khitanes, comme, par exemple les familles Zhang et Hann, représentent souvent des hommes vêtus de vêtements purement Khitan dans les couloirs et les antichambres, tandis que les scènes se déroulant dans les appartements privés montre des hommes habillé a la mode haner. La mode Haner est un mélange de vêtements Hanfu et de vêtements Khitan, comme, par exemple, des robes masculines chinoise portées avec des bottes Khitanes, ou des vêtements Khitan portés avec des chaussures et accessoires chinois,. Ce mélange de style ne concerne pas les femmes d'ethnie Han, qui n'adoptent pas les robes Khitan et continuent à porter des robes Han,. Par exemple, la tombe de Hann Shixun, un homme membre d'une famille haner distinguée qui est décédé au début du XIIe siècle, soit à la fin de la dynastie Liao, est ornée de peintures représentant des vêtements de style Khitan dans l'antichambre, tandis que des femmes vêtues de vêtements de style chinois Han sont visibles dans la peinture ornant la chambre intérieure. Un autre exemple est visible dans une peinture murale trouvée dans la tombe de Zhao Wenzao, où des enfants et des serviteurs sont représentés portant des coiffures Khitan et des vêtements de style Khitan, tandis que la femme qui se tient derrière la table est représentée avec des vêtements chinois Han. Pendant la dynastie Liao, les femmes chinoises Han vivant dans la Chancellerie du sud et les femmes Haner sont, en général, celles qui préservent et transmettent la culture chinoise Han et continuent à porter des vêtements chinois Han tels qu'ils étaient portés avant la conquête par les Khitans.

Depuis au moins la dynastie Han, les femmes non-Han, quel que soit leur statut social ou leur identité culturelle, qui vivent à proximité des territoires chinois, adoptent souvent des vêtements de style Hanfu, contrairement à leurs hommes n'appartenant pas à l'ethnie Han. Cette tendance vestimentaire peut être observée dans les dessins et peintures datant de la dynastie Tang, et cette tendance se poursuit jusqu'à la période mongole. Sous les Liao, les Khitans portent à la fois des vêtements de style hanfu et des vêtements de style guofu, tandis que les femmes khitanes adoptent le style des femmes chinoises et portent des robes hanfu. Les vêtements hanfu pour femmes de la dynastie Liao comprennent également des vestes avec des manches longues et amples qui peuvent être raccourcies ou descendre jusqu'à la taille, et sont fermées par une ceinture formant un nœud sous les seins, ce qui donne finalement une silhouette assez proche d'une robe de style empire. Cette veste est portée par-dessus une robe longue tombant jusqu'au sol sur laquelle est portée une courte surjupe qui ressemble à un tablier.

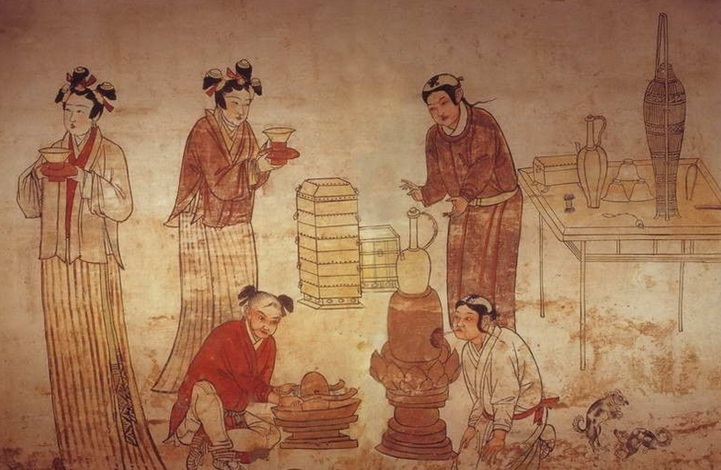
Peinture murale de la tombe de Zhang Kuangzheng (M10), dynastie Liao, 1058-1093. Les enfants et les serviteurs portent des vêtements et une coiffure de style Khitan ; les femmes debout portent des vêtements chinois Han.
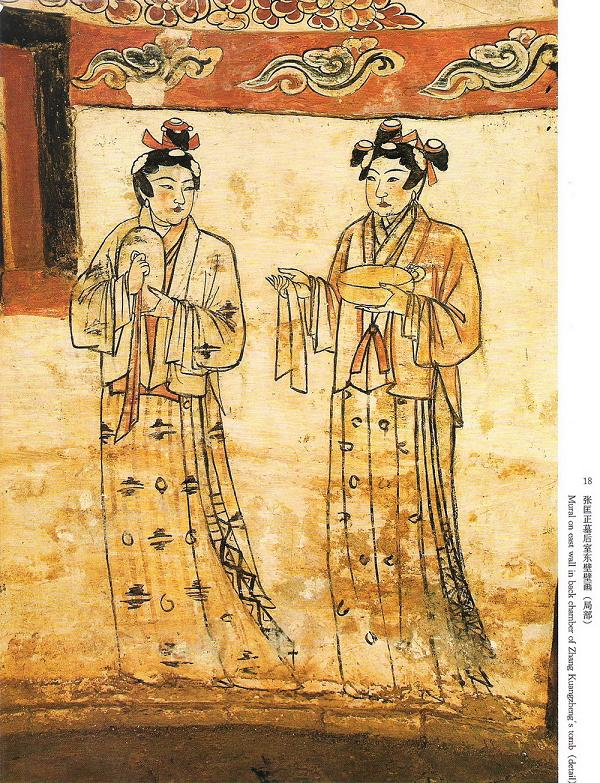
Femmes portant peut-être du shanqun (haut de vêtement sur jupe) et du beizi (vêtement de style Song), chambre intérieure de la tombe de Zhang Kuangzheng, dynastie Liao.
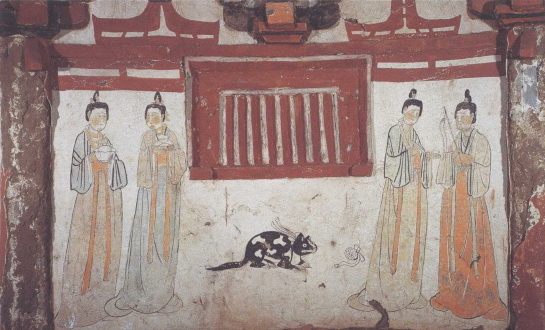
Des vêtements de style Tang-Song ; Tombe de Xu Congyun, dynastie Liao.
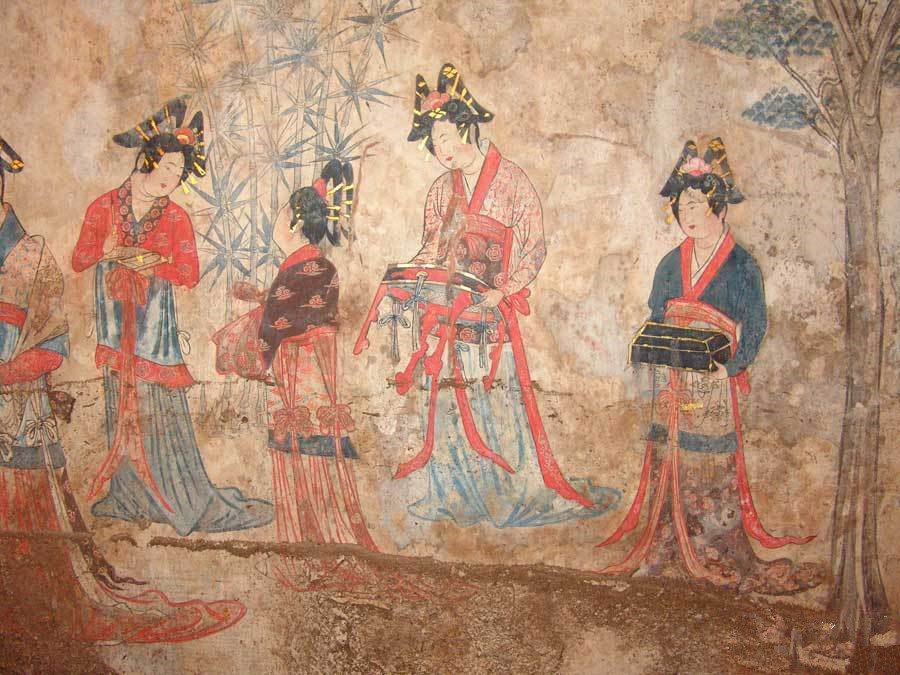
Femmes Khitan portant des vêtements de style Tang ; Tombe Baoshan n°2 peinture murale datant de la dynastie Liao .
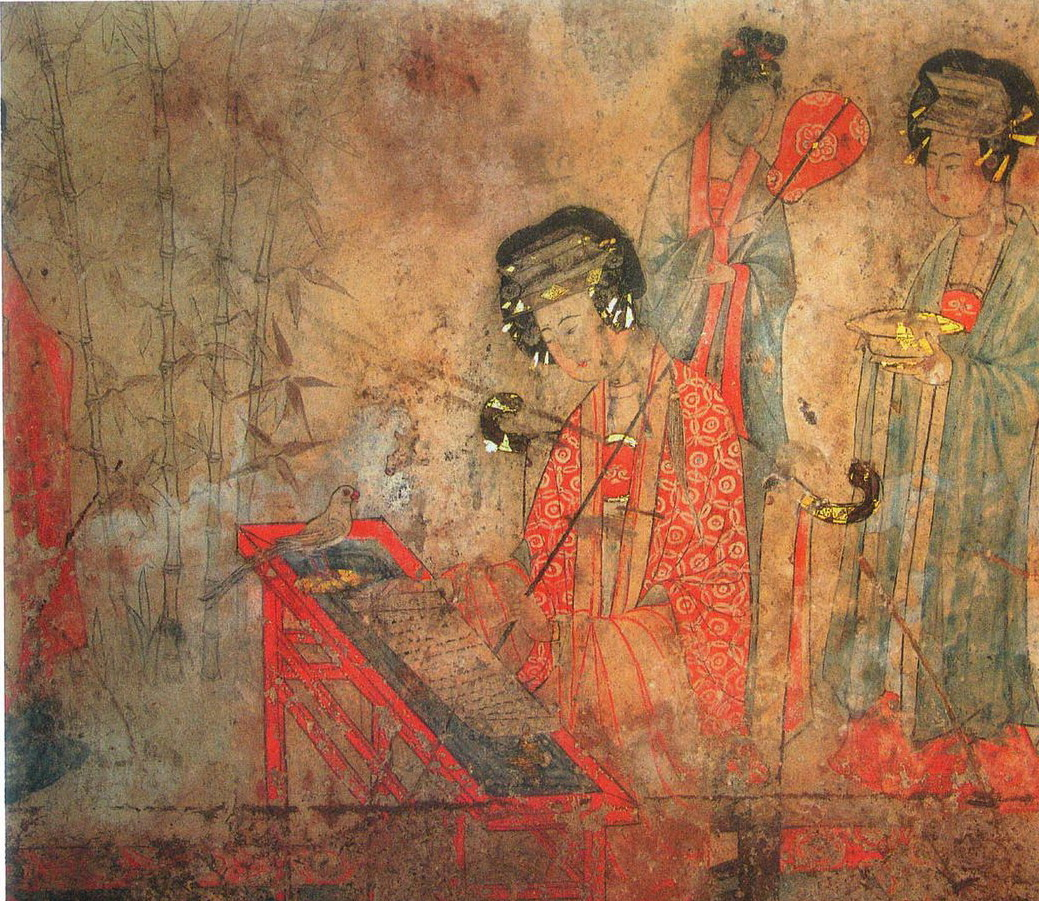
Femmes Khitan portant des vêtements de style Tang ; Tombe Baoshan n°2 peinture murale datant de la dynastie Liao .
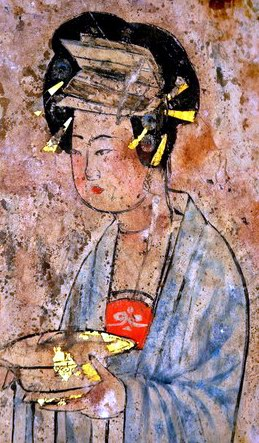
Femmes Khitan portant des vêtements de style Tang ; Tombe Baoshan n°2, datant de la dynastie Liao.

## Galerie

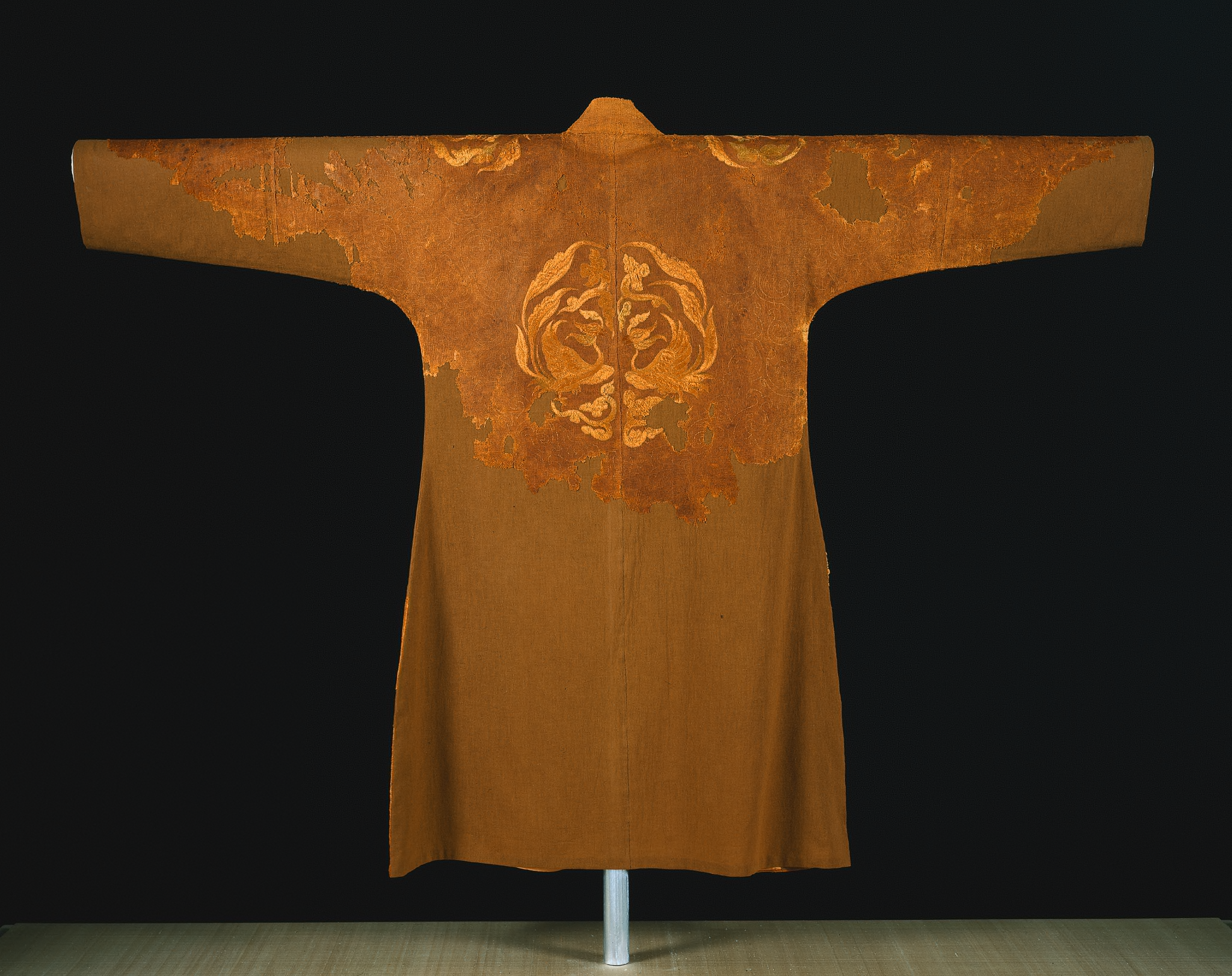
Robe impériale feminine (vue arrière), dynastie Liao.
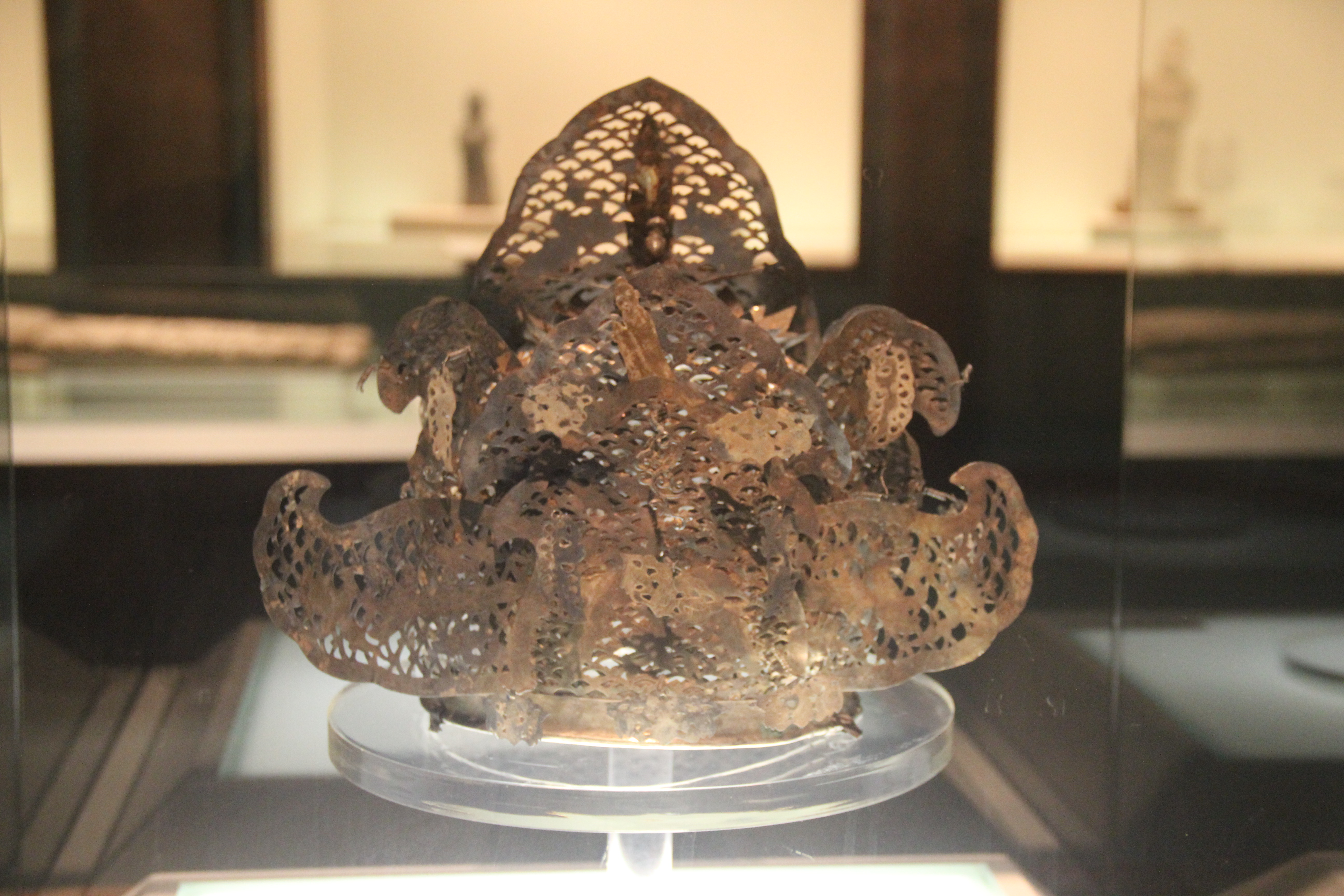
Couronne en argent ornée d'un phénix, dynastie Liao.
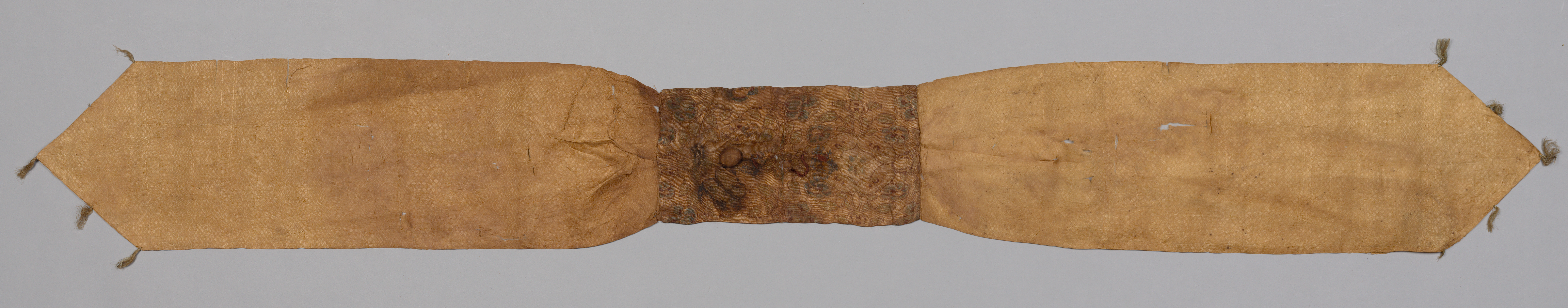
Ceinture en soie, dynastie Liao.
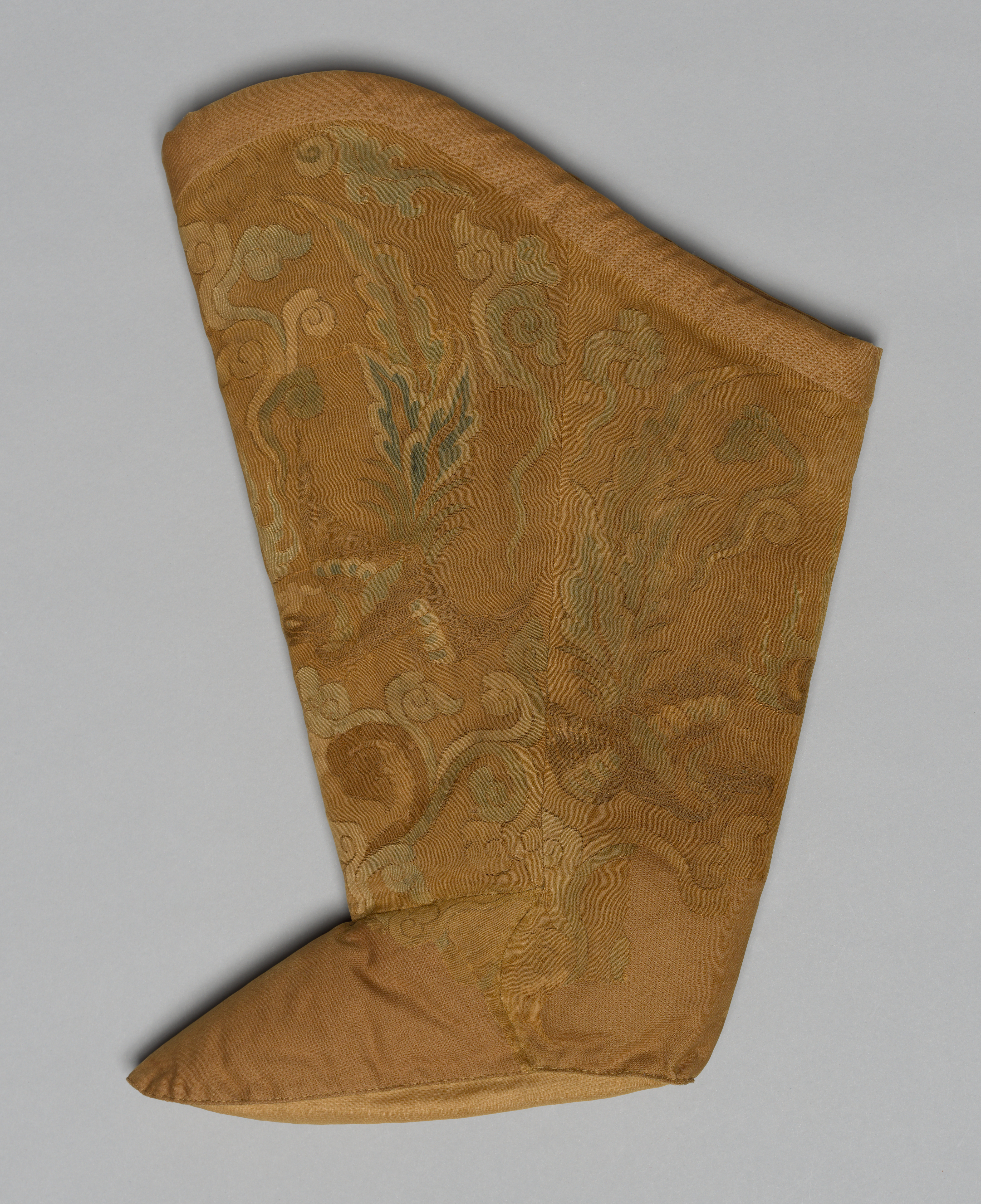
Bottes Kesi pour la famille impériale, dynastie Liao
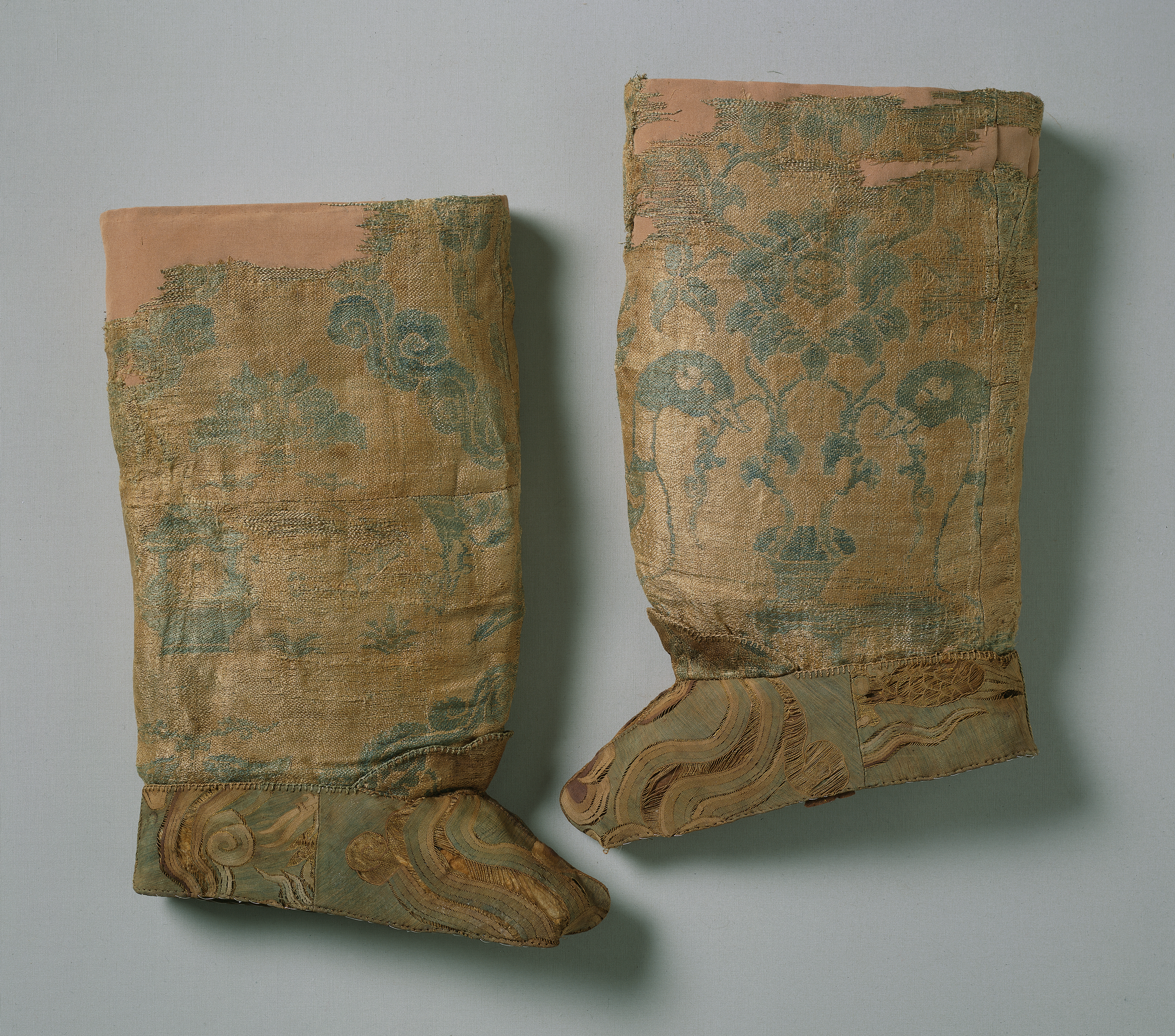
Bottes Kesi pour fonctionnaires de justice, dynastie Liao.
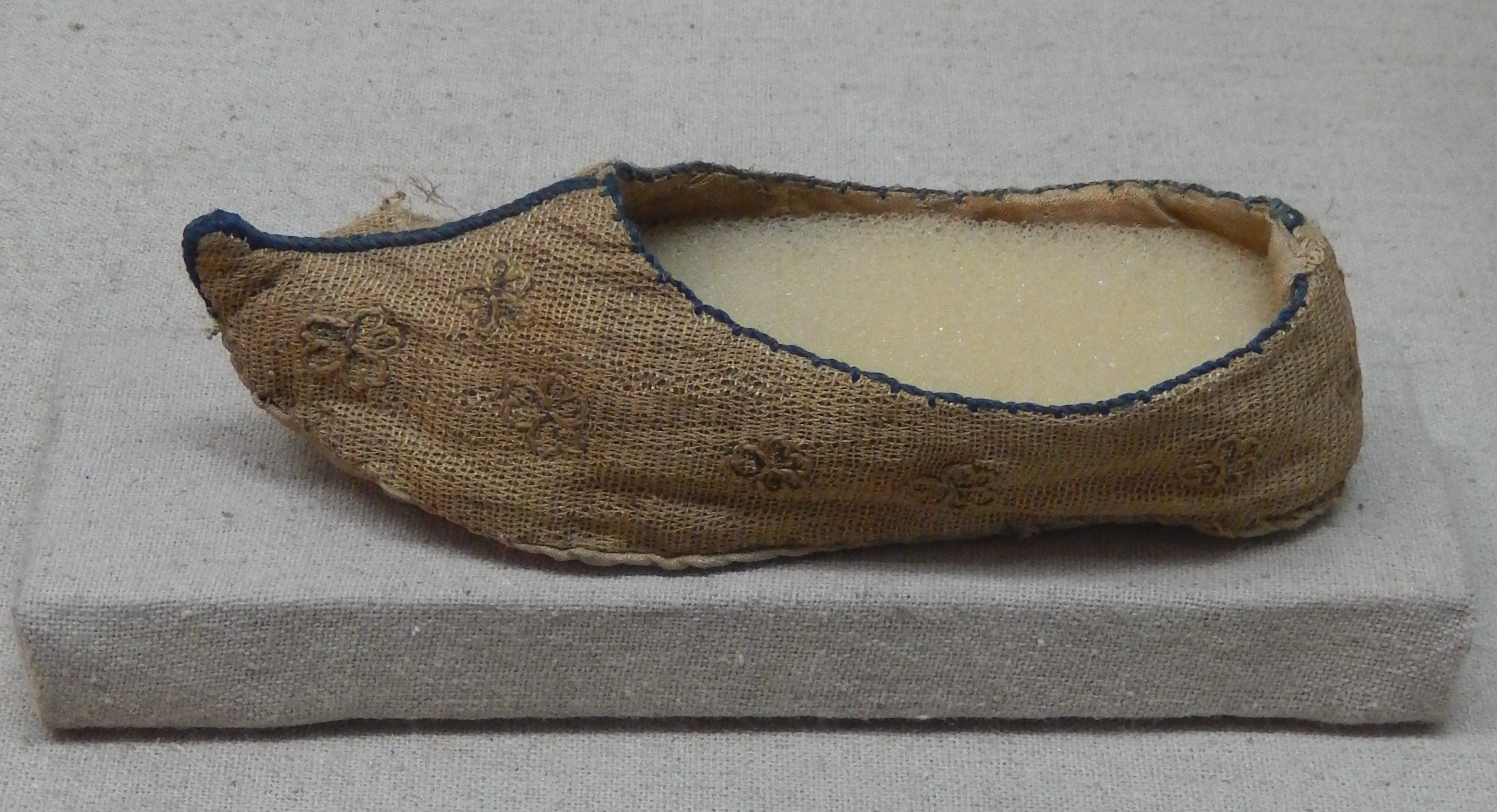
Chaussures d'enfant, dynastie Liao.

## Voir également
- Dynastie Liao
- Khitans